# ابرسباخ (مایسن)
ابرسباخ (مایسن) (به آلمانی: Ebersbach) یک شهر در آلمان است که در Meissen واقع شده‌است. ابرسباخ ۴٬۸۵۳ نفر جمعیت دارد.